# Státní znak Jihoafrické republiky
Státní znak Jihoafrické republiky byl přijat v roce 2000 (tj. až 10 let po zrušení režimu apartheidu). Znak tvoří (od zdola) sloní kly, nad nimi jsou dva klasy pšenice, nad nimi je zlatý štít s khoisanskou skalní malbou. Horní část znaku tvoří zkřížené kopí a kyj, nad nimi je květ Protei, pták hadilov písař a vycházející slunce.

## Znak z roku 1910
První znak Jihoafrické republiky, tehdy ještě Jihoafrické unie, byl utvořen ze znaků provincií, které předtím byly nezávislé státy či kolonie. První čtvrtinu štítu znaku zabírá figura Naděje ze znaku Kapské kolonie na červeném pozadí. Druhou čtvrtinu zabírají dva pakoně ve skoku na žlutém pozadí ze znaku Natalu. Ve třetí čtvrtině štítu je pomerančovník ze znaku Oranžska. A v poslední čtvrtině se nacházel vůz ze znaku Transvaalu. Štítonoši jsou dvě odlišné antilopy ze znaků Kapska a Oranžska. Rudý (nebo červený) lev v horní části znaku drží 4 svázané tyčinky jako důkaz spojení všech 4 provincií. Pod znakem je latinské heslo Ex Unitate Vires, které znamená Z jednoty je moc (Afrikánsky Eendragt maakt magt)  . Štít znaku byl na vlajce Jihoafrické unie už roku 1910; roku 1912 byl položen na bílý kruh. Jako státní byl tento znak přijat až roku 1932.

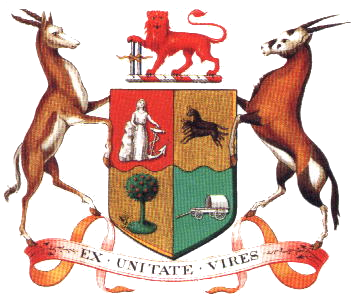
1910–1930
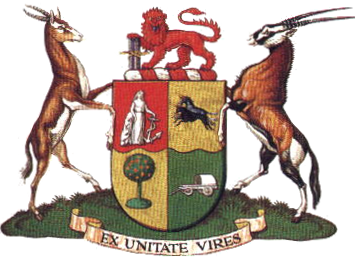
1930–1932
1932–2000